# Liste der Baudenkmale in Velgast
In der Liste der Baudenkmale in Velgast sind alle Baudenkmale der Gemeinde Velgast im Landkreis Vorpommern-Rügen und ihrer Ortsteile aufgelistet. Grundlage ist die Veröffentlichung der Denkmalliste des Landkreises Vorpommern-Rügen, Auszug aus der Kreisdenkmalliste vom Juli 2012.

## Stadt Velgast
| ID    | Lage                                 | Bezeichnung                                                                 | Beschreibung | Bild           |
| ----- | ------------------------------------ | --------------------------------------------------------------------------- | --- | -------------- |
| 1156  | Alte Schulstraße 3 (Karte)           | Katen                                                                       | |                |
| 1157  | Alte Schulstraße 5 (Karte)           | Katen                                                                       | |                |
| 1154A | Am Gutshof 1 (Karte)                 | Gutshaus                                                                    | 1-gesch., teilsanierter Putzbau von um 1850 |                |
| 1154B | Am Gutshof                           | Gutshaus (mit Pflasterstraße und Platanenallee)                             | |                |
| 1155  | An der Ernst-Thälmann-Straße (Karte) | Kirche mit Friedhof (Feldsteinmauer, Glockenstuhl, vier Grabstelen 18. Jh.) | Einschiffige, zweijochige Kirche der Backsteingotik vom 15. Jahrhundert mit Feldsteinsockel und Kreuzrippengewölbe; Chor mit 5/8-Schluss; markanter Westgiebel mit Blenden und fünf Fialen; kleiner freistehender Glockenstuhl; hölzerner Kanzelaltar und Taufe je vom 18. Jh. | Weitere Bilder |
| 1143B | Bahnhofstraße 1 (Karte)              | Bahnhofsensemble (Wohnhaus)                                                 | |                |
| 1143C | Bahnhofstraße 2 (Karte)              | Bahnhofsensemble (Wohnhaus)                                                 | |                |
| 1143A | Bahnhofstraße 3 (Karte)              | Bahnhofsensemble (Empfangsgebäude und Toilettenhaus)                        | | Weitere Bilder |
| 1143E | Bahnhofstraße 4 (Karte)              | Bahnhofsensemble (Postgebäude)                                              | |                |
| 1143D | Bahnhofstraße 5 (Karte)              | Bahnhofsensemble (Wohnhaus)                                                 | |                |
| 1144  | Ernst-Thälmann-Straße 12 (Karte)     | Wohnhaus                                                                    | |                |
| 1145  | Ernst-Thälmann-Straße 15a (Karte)    | Wohnhaus                                                                    | |                |
| 1146  | Ernst-Thälmann-Straße 18a (Karte)    | Wohnhaus                                                                    | |                |
| 1147  | Ernst-Thälmann-Straße 19 (Karte)     | Wohnhaus                                                                    | |                |
| 1148  | Ernst-Thälmann-Straße 24a (Karte)    | Wohnhaus                                                                    | |                |
| 1149  | Ernst-Thälmann-Straße 29 (Karte)     | Wohnhaus                                                                    | |                |
| 1150  | Ernst-Thälmann-Straße 44 (Karte)     | Schule                                                                      | |                |
| 1152  | Grüner Weg 3 (Karte)                 | Katen                                                                       | |                |
| 1158  | Straße der (Karte)                   | Kriegerdenkmal 1914/1918                                                    | |                |
| 45B   | Einheit/Bahnhofstraße                | Meilenobelisk                                                               | |                |

## Altenhagen
| ID  | Lage                    | Bezeichnung              | Beschreibung | Bild     |
| --- | ----------------------- | ------------------------ | ------------ | -------- |
| 44  | Eichenallee 10A (Karte) | Schmiede                 |              | Schmiede |
| 45A |                         | Gutspark mit Eichenallee |              |          |

## Bussin
| ID  | Lage                         | Bezeichnung                                 | Beschreibung | Bild |
| --- | ---------------------------- | ------------------------------------------- | ------------ | ---- |
| 248 | An der Luisenhöhe 2a (Karte) | Gutshaus mit Nebengebäude und Lindenrondell |              |      |

## Hövet
| ID   | Lage                   | Bezeichnung                | Beschreibung | Bild |
| ---- | ---------------------- | -------------------------- | ------------ | ---- |
| 464  | Am Hof 3 (Karte)       | Gutshaus mit Park          |              |      |
| 465K | Dorfstraße             | Landarbeiterhaus mit Stall |              |      |
| 465A | Dorfstraße 7a (Karte)  | Landarbeiterhaus mit Stall |              |      |
| 465B | Dorfstraße 7b          | Landarbeiterhaus mit Stall |              |      |
| 465C | Dorfstraße 8a (Karte)  | Landarbeiterhaus mit Stall |              |      |
| 465D | Dorfstraße 8b          | Landarbeiterhaus mit Stall |              |      |
| 465E | Dorfstraße 9a (Karte)  | Landarbeiterhaus mit Stall |              |      |
| 465F | Dorfstraße 9b          | Landarbeiterhaus mit Stall |              |      |
| 465G | Dorfstraße 10a (Karte) | Landarbeiterhaus mit Stall |              |      |
| 465H | Dorfstraße 10b         | Landarbeiterhaus mit Stall |              |      |
| 465I | Dorfstraße 11a (Karte) | Landarbeiterhaus mit Stall |              |      |
| 465J | Dorfstraße 11b         | Landarbeiterhaus mit Stall |              |      |
| 465O | Dorfstraße 12 (Karte)  | ehemalige Schule           |              |      |
| 465L | Dorfstraße 13a (Karte) | Landarbeiterhaus mit Stall |              |      |
| 465M | Dorfstraße 13b (Karte) | Landarbeiterhaus mit Stall |              |      |
| 465N | Dorfstraße 14 (Karte)  | Landarbeiterhaus mit Stall |              |      |

## Lendershagen
| ID  | Lage                    | Bezeichnung           | Beschreibung | Bild |
| --- | ----------------------- | --------------------- | ------------ | ---- |
| 568 | Hasenherberge 3 (Karte) | Wohnhaus mit Schuppen |              |      |
| 572 | Hauptstraße 4 (Karte)   | Bauernhaus            |              |      |
| 570 | Hauptstraße 5 (Karte)   | Bauernhaus            |              |      |
| 571 | Hauptstraße 7 (Karte)   | Bauernhaus            |              |      |
| 574 | Hauptstraße 16 (Karte)  | Bauernhaus            |              |      |
| 575 | Hauptstraße 17 (Karte)  | ehemalige Schule      |              |      |

## Schuenhagen
| ID   | Lage                    | Bezeichnung | Beschreibung | Bild |
| ---- | ----------------------- | ----------- | ------------ | ---- |
| 1028 | Am Kronenwald 1 (Karte) | Forsthaus   |              |      |

## Starkow
| ID    | Lage                  | Bezeichnung                              | Beschreibung | Bild           |
| ----- | --------------------- | ---------------------------------------- | --- | -------------- |
| 1046B | Am Kirchsteig (Karte) | Pfarrgarten                              | |                |
| 1047  | Grafensteig 8 (Karte) | ehem. Gutsspeicher mit Stallanbau (1921) | |                |
| 1048  | Kirchsteig (Karte)    | Kirche mit Friedhof                      | Gotische, 3-schiffige 3-jochige Basilika aus Backstein mit Kreuzrippengewölbe, drei Portale; Langhaus von um 1250; leicht eingezogener, 2-jochiger Chor mit 5/8-Schluss von um 1300; 1820 unzulängliche Sicherungsmaßnahmen; Innen: Barocke Reste einer Ausmalung, alter Taufstein, Mehmel - Orgel von um 1860. | Weitere Bilder |
| 1045  | Kirchsteig 3 (Karte)  |                                          | |                |
| 1046A | Kirchsteig 8 (Karte)  | Pfarrhaus                                | |                |

## Quelle
- Denkmalliste des Landkreises Vorpommern-Rügen